# Districtul Donau-Ries
Districtul Donau-Ries este un district rural (germană: Landkreis) din regiunea administrativă Șvabia (Regierungsbezirk Schwaben), landul Bavaria, Germania.

## Orașe și comune
| orașe 1. Donauwörth (18.280) 2. Harburg (Schwaben) (5.694) 3. Nördlingen (19.371) 4. Oettingen in Bayern (5.339) 5. Rain (8.439) 6. Wemding (5.650) comune (târg) 1. Kaisheim (4.274) 2. Wallerstein (3.464) comune 1. Alerheim (1.696) 2. Amerdingen (872) 3. Asbach-Bäumenheim (4.275) 4. Auhausen (1.100) 5. Buchdorf (1.607) 6. Daiting (800) 7. Deiningen (2.061) 8. Ederheim (1.149) | 1. Ehingen a.Ries (809) 2. Forheim (601) 3. Fremdingen (2.165) 4. Fünfstetten (1.384) 5. Genderkingen (1.190) 6. Hainsfarth (1.485) 7. Hohenaltheim (626) 8. Holzheim (1.167) 9. Huisheim (1.659) 10. Maihingen (1.241) 11. Marktoffingen (1.358) 12. Marxheim (2.593) 13. Megesheim (883) 14. Mertingen (3.778) 15. Monheim (4.929) 16. Mönchsdeggingen (1.499) 17. Möttingen (2.519) 18. Münster (1.073) 19. Munningen (1.806) 20. Niederschönenfeld (1.370) 21. Oberndorf am Lech (2.376) 22. Otting (791) 23. Reimlingen (1.339) 24. Rögling (657) 25. Tagmersheim (1.070) 26. Tapfheim (4.071) 27. Wechingen (1.411) 28. Wolferstadt (1.132) |